# Svarttjärnen (Dorotea socken, Lappland)
Svarttjärnen är en sjö i Dorotea kommun i Lappland och ingår i Ångermanälvens huvudavrinningsområde. Svarttjärnen ligger i Rödingsjö Natura 2000-område.